# Quartier de Rochechouart
Quartier de Rochechouart är Paris 36:e administrativa distrikt, beläget i nionde arrondissementet. Distriktet är uppkallat efter Marguerite de Rochechouart (1665–1727), abbedissa vid klostret Montmartre.
Nionde arrondissementet består även av distrikten Saint-Georges, Faubourg-Montmartre och Chaussée-d'Antin.

## Sevärdheter
- Cité Napoléon
- Place José-Rizal

## Bilder
| - De fyra administrativa distrikten i Paris nionde arrondissement. - Cité Napoléon. - Place José-Rizal. |

## Kommunikationer
- Tunnelbana – linje  – Anvers
- Tunnelbana – linjerna   – Barbès–Rochechouart